# Carlos Colinas
Carlos Colinas Morán, (León, 3 de março de 1967) é um treinador espanhol de basquetebol.
Treinador das seleções espanholas femininas de base, foi contratado pela Confederação Brasileira de Basketball, desde 22 de abril de 2010, para assumir o cargo de técnico da Seleção Brasileira de Basquetebol Feminino, em substituição a Paulo Bassul.